# 大倉弘也
大倉 弘也（おおくら ひろや、1979年9月10日 - ）は、日本のロックシンガー、俳優である。
父は、ロックバンド・キャロルのメンバーであったジョニー大倉。兄は、音楽活動での共同作業者でありラジオ番組での共演者でもあるケニー大倉。

## 来歴
東京都目黒区出身。国士舘高校在学時には野球部に所属し、甲子園に2回出場した。
高校を卒業後、俳優を目指してハリウッドへ1年間留学。帰国後、日本で俳優活動を開始する。
2012年4月13日、父親の音楽ライブで前座を務めたのを機に音楽活動も開始する。2016年12月7日、アスタエンタテインメントから発売されたシングル「ミッドナイト ハリケーン」（販売元：ユニバーサルミュージック合同会社）でメジャーデビューした。この曲の作詞は、兄のケンイチが担当した。またケンイチとは、2018年2月25日からJ-BLOOD（ジェイブラッド）という音楽ユニットを組んで活動している。
2020年時点では、オフィスOSRY（大阪府の不動産仲介業者・SWEET HOMEの音楽事業部）とエージェントオフィスタクトに所属している。また、ジョニー大倉事務所やLAZY ARTと業務提携している。かつてはえりオフィスの所属俳優であった。

## 出演

### 映画
- 地獄プロレス（2005年） - VIP客・杉山 役
- ドロップ（2009年） - 不良高校生 役
- 喧嘩高校軍団 特攻！國士義塾VS.朝高（2009年） - 崔戴珍 役
- ゴールデンスランバー（2010年）
- 悪人（2010年） - 声の出演
- 漫才ギャング（2011年）
- ぬくもりの内側（2023年11月 厚生労働省推薦 イオンエンターテイメント）-  林ヒロシ 役
- 風が通り抜ける道（2024年1月、イオンエンターテイメント）-  宮本マネージャー 役

### 舞台
- 君がそばにいた（六行会ホール） - 梶山 役
- ぼく達の青春（三百人劇場） - 勘米 役
- 平石耕一事務所公演 ブラボー！ファーブル先生（2006年、シアターX） - フレデリック 役
- 平石耕一事務所公演 いらかのなみ（2006年、紀伊國屋ホール） - 主演・若き土門 役
- 約束〜真説三億円事件〜（2015年、テアトルBONBON） - バーのマスター 役
- 新宿 銀次〜十六夜 最終章〜（2017年、調布市せんがわ劇場） - 龍二 役
- 風の電話〜銀河鉄道の旅人〜（2018年、赤羽会館講堂） - 主演・宮沢賢治 役、ほか3役
- 息吹の瞬間〜愛のうた〜（2018年、スクエア荏原ひらつかホール） - 堂島 役、牧師 役

### Vシネマ
- 修羅の軍団（2006年） - 紫崎 役
- 実録・悪漢（2009年） - 野村 役

### テレビドラマ
- 新宿スワン 第4話（2007年9月16日＝15日深夜、テレビ朝日） - 右田 役
- 陽炎の辻〜居眠り磐音 江戸双紙〜 第8話（2007年9月20日、NHK総合テレビ） - 東 役
- ヤスコとケンジ 第6話（2008年8月16日、日本テレビ）
- 252 生存者あり episode.ZERO（2008年12月5日、日本テレビ） - 研修生 役
- 任侠ヘルパー 第10話（2009年9月10日、フジテレビ） - 舎弟 役
- クロヒョウ 龍が如く新章 第9話（2010年、毎日放送）
- インディゴの夜 エピソード11（2010年3月、東海テレビ）
- ロング・グッドバイ 第1話（2014年4月19日、NHK総合テレビ） - バーテン 役
- 永遠の0（2015年2月、テレビ東京） - 飛行長 役
- バブリシャスロード アニキと俺物語（2015年、BS11デジタル） - 遠藤健太 役

### CM
- ボールド「山小屋」篇（P&Gジャパン）
- ノンアルコールビール（キリンビール）
- ポッキー（江崎グリコ）
- JAバンク

### ラジオ番組
- 五十嵐はるみのソー・ナイス（2017年、FM OH!） - アシスタント
- J-BLOODのポップンロールコレクション（2018年 - 2024年9月　調布FM/栃木放送） - パーソナリティ